# Leonhard von Budberg
Leonhard Gustaf von Budberg, född 1640, död 1708, var ett livländskt lantråd och friherre. Han var bror till Gotthard Johan och Gotthard Wilhelm von Budberg.
von Budberg var den främste i det livländska ridderskapets deputation till Karl XI 1690–91, även om Johann Patkul var den egentlige ledaren. För sitt uppträdande under deputationen och under lantdagen i Venden (nuvarande Cēsis) 1692 dömdes han i december 1694 till döden, men straffet omvandlades senare till 6 års fängelse. Benådad 1697, deltog von Budberg sedan i Patkuls stämplingar, och trädde i rysk tjänst, men ganska lite är känt om hans senare liv. Han upphöjdes 1692 med sina bröder till svensk friherre.